# Lelese
Lelese (Hongaars: Lelesz) is een Roemeense gemeente in het district Hunedoara.
Lelese telde 427 inwoners in 2007.
Naast Lelese zijn er nog drie kernen in de gemeente: Cerișor, Runcu Mare en Sohodol.